# Las rotaciones de Aragó

Fig. 1. -El disco giratorio de Arago

Las rotaciones de Arago son un fenómeno magnético observable que implica las interacciones entre una aguja magnetizada y un disco metálico en movimiento. El efecto fue descubierto por François Arago en 1824. En el momento de su descubrimiento, las rotaciones de Arago eran efectos sorprendentes y difíciles de explicar. En 1831, Michael Faraday introdujo la teoría de la inducción electromagnética, que explicaba cómo se producen estos efectos en detalle. El fenómeno fue usado por Nikola Tesla para fabricar su motor de inducción en 1887.

## Breve descripción de las rotaciones de Arago
Una aguja magnética está suspendida libremente en un pívot o cuerda, a poca distancia por encima de un disco de cobre. Si el disco está estacionario, la aguja se alinea con el campo magnético terrestre. Si el disco se gira en su propio plano, la aguja gira en la misma dirección que el disco. (El efecto disminuye a medida que aumenta la distancia entre el imán y el disco.)
Variaciones:
- Si el disco puede girar libremente con una fricción mínima y la aguja se hace girar por encima o por debajo, el disco gira en la misma dirección que la aguja. (Esto es más fácil de observar o medir si la aguja es un imán potente).
- Si no se hace girar la aguja, su presencia retrasa la rotación del disco. (Esto es más fácil de observar o medir si la aguja es un imán potente).
- Otros materiales no magnéticos que tienen conductividad eléctrica (metales no férricos como plata, aluminio o zinc) también producen el efecto.
- Los materiales no conductores y no magnéticos (madera, vidrio, plástico, hielo, etc.) no producen este efecto.

El movimiento relativo del conductor y el imán induce corrientes de Foucault al conductor, que producen una fuerza o par que se opone o resiste al movimiento relativo, o intenta "ensamblar" los objetos. La misma fuerza similar al arrastre se utiliza en el frenado de corrientes de Foucault y la amortiguación magnética.

## Historia

### Primeras observaciones y publicaciones
Como ha ocurrido tantas veces en otras ramas de la ciencia, el descubrimiento de las rotaciones magnéticas se hizo casi simultáneamente por varias personas, para todas las cuales se ha reivindicado la prioridad. Hacia 1824, Gambey   el famoso fabricante de instrumentos de París, había hecho la observación casual de que una aguja de la brújula, cuando se perturba y se pone oscilando alrededor de su pívot, se detiene más bien si el fondo de la caja de la brújula. es de hornear que si es de madera u otro material. Barlow y Marsh,  a Woolwich, habían estado al mismo tiempo observando el efecto sobre una aguja magnética de girar a su alrededor una esfera de hierro. Arago    el astrónomo, que se dice que supo del fenómeno por Gambey, pero que también se dice  que lo descubrió de manera independiente en 1822, cuando trabajaba con Humboldt en determinaciones magnéticas, fue sin duda el primero en publicar un relato de la observación, que hizo verbalmente ante la Académie des Sciences de París, el 22 de noviembre de 1824. Colgó una aguja de brújula dentro de anillos de distintos materiales, apartó la aguja a unos 45° y contó el número de oscilaciones que hacía la aguja antes de que el ángulo de giro disminuyera a 10°. En un anillo de madera el número era 145, en un anillo delgado de cobre 66, y en un anillo de cobre robusto sólo era 33.

### Magnetismo de rotación

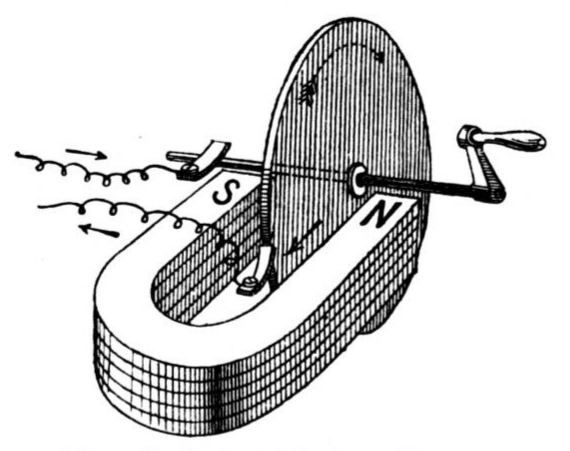
Fig. 4. —Máquina de disco Faraday

Con la explicación dada por Faraday de las rotaciones de Arago, como debidas meramente a corrientes de Foucault inducidas, casi se extinguió el peculiar interés que despertaron mientras se desconocía su causa. Es cierto que unos años más tarde se reavivó cierto interés cuando Foucault demostró que eran capaces de calentar el disco metálico, si a pesar del arrastre la rotación se continuaba a la fuerza en el campo magnético. No está claro por qué esta observación debería haber provocado que las corrientes de Foucault descubiertas por Faraday como explicación del fenómeno de Arago se llamaran corrientes de Foucault . Si alguien tiene derecho al honor de llevar su nombre a las corrientes de Foucault, obviamente es Faraday o Arago, no Foucault. Algo más tarde, Le Roux produjo la paradoja de que un disco de cobre girado entre polos magnéticos concéntricos no se calienta así y no sufre ningún arrastre. La explicación de esto es la siguiente. Si hay un polo norte anular frente a una cara del disco y un polo sur anular frente a la otra cara, aunque hay un campo magnético producido a través del disco, no hay corrientes de Foucault. Porque si alrededor del disco existen fuerzas electromotrices iguales dirigidas radialmente hacia adentro o radialmente hacia afuera, no habrá camino de retorno para las corrientes a lo largo de cualquier radio del disco. La periferia simplemente tomará un potencial ligeramente diferente del centro; pero no fluirán corrientes porque las fuerzas electromotrices en torno a cualquier camino cerrado del disco están equilibradas.
Poisson, impregnado de las nociones de Coulomb sobre la acción magnética a distancia, intentó construir una teoría del magnetismo de la rotación, afirmando que todos los cuerpos adquieren un magnetismo temporal en presencia de un imán, pero que en el cobre ese magnetismo temporal tardaba más tiempo. morirse. Arago señaló en vano que la teoría no explicaba los hechos. El llamado "magnetismo de la rotación" amenazaba con convertirse en una idea fija.

### Investigaciones de los fenómenos por parte de otros científicos

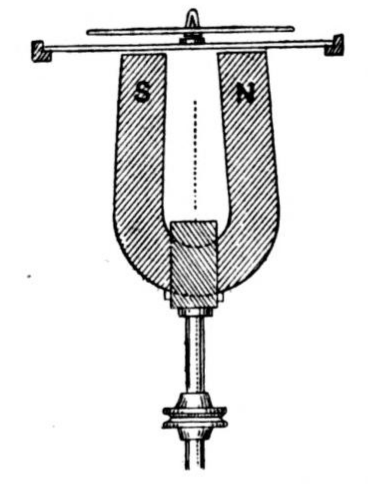
Fig. 2 —Experimento de Babagge y Herschel

En esta etapa, el fenómeno fue investigado por varios experimentadores ingleses, por Babbage y Herschel, por Christie y, más tarde, por Sturgeon y por Faraday . Babbage y Herschel midieron la cantidad de fuerza retardadora ejercida sobre la aguja por diferentes materiales y encontraron que los más potentes eran la plata y el cobre (que son los dos mejores conductores de la electricidad). oro y el zinc, mientras que el plomo, el mercurio y el bismuto. eran muy inferiores en poder. En 1825 anunciaron la exitosa reversión del experimento de Arago; porque haciendo girar el imán bajo un disco de cobre pivotado (Fig. 2) habían hecho que éste gires rápidamente. También hicieron la notable observación de que las rendijas cortadas radialmente en un disco de cobre (Fig. 3) disminuían su tendencia a ser girada por el imán giratorio. Si la fuerza de rotación del disco sin cortar se calcula como 100, una rendija radial la reduce a 88, dos rendijas radiales a 77, cuatro a 48 y ocho a 24. Amperè, en 1826, demostró que un disco giratorio de cobre también ejerce un momento de giro sobre un hilo de cobre vecino por el que circula una corriente. Seebeck en Alemania, Prévost y Colladon en Suiza, Nobili y Bacelli en Italia, confirmaron las observaciones de los experimentadores ingleses y añadieron otros. Sturgeon demostró que el efecto amortiguador de un polo imán sobre un disco de cobre en movimiento se redujo por la presencia de un segundo polo de imán de tipo contrario colocado junto al primero. Cinco años más tarde volvió al tema y llegó a la conclusión de que el efecto era una perturbación eléctrica, "una especie de reacción a lo que ocurre en el electromagnetismo", cuando se publicó la brillante investigación de Faraday sobre la inducción magnetoeléctrica, en 1831, se anticipó a la explicación completa de la que estaba buscando. Faraday, de hecho, demostró que el movimiento relativo entre el imán y el disco de cobre creaba inevitablemente corrientes en el metal del disco, que, a su vez, reaccionaba sobre el polo del imán con fuerzas mutuas que tienden a disminuir el movimiento relativo, es decir, tienden a arrastrar la parte estacionaria (ya sea imán o disco) en dirección a la parte móvil, y tendiendo siempre a oponerse al movimiento de la parte móvil. De hecho, las corrientes se mueven en el disco móvil, a menos que sean conducidas por contactos deslizantes.

Fig. 3. —Discos de corte utilizados por Babbage y Herschel

### Experimentos sobre corrientes de Foucault de Faraday y Matteuci
Esto, de hecho, lo hizo Faraday, cuando insertó su disco de cobre en los bordes (Fig. 4) entre los polos de un potente imán y lo giró, mientras que contra el borde y el eje se presionaban contactos de muelle para quitar las corrientes. La fuerza electromotriz, que actúa en ángulo recto con el movimiento y con las líneas del campo magnético, produce corrientes que fluyen a lo largo del radio del disco. Si no se proporciona ningún camino externo, las corrientes deben encontrar caminos de retorno internos en el metal del disco.
La figura 5 muestra cómo un par de remolinos se instalan en un disco que gira entre polos imanes. Estos remolinos se encuentran simétricamente a ambos lados del radio de máxima fuerza electromotriz (Fig. 6).
La dirección de la circulación de las corrientes de Foucault es siempre tal que tiende a oponerse en el movimiento relativo. La corriente de Foucault en la parte que se retira de los polos tiende a atraer a los polos hacia adelante o arrastrar esta parte del disco hacia atrás. La corriente de Foucault en la parte que avanza hacia los polos tiende a repeler estos polos ya ser repelida por ellos. Es obvio que cualquier rendija cortada en el disco tenderá a limitar el flujo de las corrientes de Foucault, y limitándoles a aumentar la resistencia de sus posibles caminos en el metal, aunque no disminuirá la fuerza electromotriz. En las investigaciones de Sturgeon    se describen una serie de experimentos para determinar las direcciones en las que las corrientes de Foucault fluyen en los discos. Investigaciones semejantes, pero más completas fueron hechas por Matteuci . La inducción en esferas rotativas fue investigada matemáticamente por Jochmann, y más tarde por Hertz .
Faraday mostró varios experimentos interesantes sobre corrientes de Foucault. Entre otros, colgó de un hilo retorcido un cubo de cobre online directa entre los polos de un potente electroimán (Fig. 7). Antes de que la corriente se enciende el cubo, por su peso, desarrolló el cable y giró rápidamente. Al excitar el imán al encender la corriente, el cubo se detiene instantáneamente; pero vuelve a empezar a girar en cuanto se rompe la corriente. Matteucci varió este experimento construyendo un cubo de trozos cuadrados de lámina de cobre separados por papel unos de otros. Este cubo laminado (Fig. 8) si está suspendido en el campo magnético mediante un gancho en, de modo que sus láminas eran paralelas a las líneas del campo magnético, no se podría detener en su rotación por el encendido repentino de la corriente en el campo magnético. electroimán; mientras que si se colgaba por el gancho b, de modo que sus laminaciones estuvieran en un plano vertical, y después se ponían a girar, se detenía inmediatamente cuando el electroimán se excitaba. En este último caso, sólo podían circular corrientes de Foucault; puesto que requieren caminos en planos en ángulo recto con las líneas magnéticas.
El efecto de la presencia de la masa de cobre es amortiguar las vibraciones de la aguja. Cada swing tarda el tiempo que antes, pero las amplitudes se reducen; el movimiento se apaga, como si hubiera una fricción invisible en el trabajo. Arago remarcó que daba evidencia de la presencia de una fuerza que sólo existía mientras existía un movimiento relativo entre la aguja imán y la masa de cobre. Dio al fenómeno el nombre de magnetismo de rotación . En 1825 publicó otro experimento, en el que, argumentando desde el principio de acción y reacción, produjo una reacción sobre una aguja estacionaria mediante el movimiento de un disco de cobre (Fig. 1). Colgando una aguja de brújula en un bote de cristal cerrado en el fondo por una hoja de papel o de cristal, la sujetó sobre un disco giratorio de cobre. Si este último gira lentamente, la aguja simplemente se desvía fuera del meridiano magnético, tendiendo a girar en el sentido de la rotación del disco, como arrastrada invisiblemente por éste. Con una rotación más rápida la desviación es mayor. Si la rotación es tan rápida que la aguja se arrastra más de 90°, se produce una rotación continua. Pero Arago encontró que la fuerza no era simplemente tangencial. Al colgar una aguja verticalmente de la viga de una balanza sobre el disco giratorio, encontró que se repele cuando se giraba el disco. El palo que colgaba más cerca del disco también fue actuado por fuerzas radiales que tendían, si el palo estaba cerca del borde del disco, a forzarlo radialmente hacia fuera, pero si el polo estaba más cerca del centro tendían a forzarlo radialmente hacia dentro.

### Experimentos con placas de cobre realizados por otros científicos
En 1884, Willoughby Smith publicó una investigación sobre discos metálicos giratorios en  encontró discos de hierro para generar fuerzas electromotrices superiores a las que se generan en discos de cobre de igual tamaño.
Los investigadores Guthrie y Boys en 1879    colgaron una placa de cobre sobre un imán giratorio mediante un hilo de torsión, y encontraron que la torsión era directamente proporcional a la velocidad de rotación. Señalaron que ese instrumento era muy exacto para medir la velocidad de la maquinaria. También realizaron experimentos sobre la variación de la distancia entre la placa de cobre y el imán, y la variación del diámetro y el grosor del disco de cobre.
Se realizaron experimentos con varios metales y se encontró con que el par variaba a medida que la conductividad del metal se podía juzgar después de ser enrollado en forma de placa. Los investigadores Guthrie y Boys aplicaron entonces el método en la medida de la conductividad de los líquidos.
En 1880, De Fonvielle y Lontin observaron que un disco de cobre ligeramente pivotado podía mantenerse en rotación continua, si una vez empezado, colocándose, en presencia de un imán, dentro de una bobina de alambre de cobre enrollado sobre un marco rectangular (como la bobina). de un galvanómetro antiguo) y se alimenta con corrientes alternas desde una bobina de inducción normal de Ruhmkorff. Llamaron a su aparato giroscopio electromagnético
No parece que se le haya ocurrido a nadie que las rotaciones de Arago pudieran ser utilizadas en la construcción de un motor antes de 1879.